# دشت تبریز
دشت تبریز، با مساحت سه هزار هکتاری در استان آذربایجان شرقی بزرگترین دشت موجود در این استان بعد از دشت‌های مرند و جلفا می‌باشد. این دشت از شمال به دامنه‌های جنوبی کوه‌های میشو، از جنوب به دامنه‌های شمالی سهند، از شرق به محدوده شهر تبریز و از غرب به شهرستان اسکو و دریاچه ارومیه محدود می‌شود. اصلی‌ترین راه ارتباطی به دشت تبریز در زمان حاضر راهی آسفالته است که از شهر تبریز از مزارع کشاورزی قراملک  شروع شده و تا بندر شرفخانه امتداد می‌یابد، نزدیکترین فاصله از همین راه دسترسی به دشت تبریز ۱۰ کیلومتر و دورترین نقطه آن ۵۰ کیلومتر است.